# Francisco Trinaldo
Francisco Trinaldo Soares da Rocha, född 24 augusti 1978 i Amarante, är en brasiliansk MMA-utövare som sedan 2012 tävlar i organisationen Ultimate Fighting Championship.